# An Arizona Romance (film 1910)
An Arizona Romance è un cortometraggio muto del 1910 diretto da Theodore Wharton. Prodotto dalla Pathé Frères, aveva come interpreti George Larkin e Lottie Alter.

## Produzione
Il film fu prodotto dalla Pathé Frères.

## Distribuzione
Distribuito dalla General Film Company, il film uscì nelle sale cinematografiche statunitensi il 21 settembre 1910. Nel 1991, la Pathé Frères lo distribuì anche in Francia con il titolo L'indienne d'Arizona.